# 李世藩 (嘉靖進士)
李世藩（1518年—1572年），字邦鎮，號龍岡，直隸真定府趙州臨城縣人，民籍，明朝政治人物。

## 生平
嘉靖二十八年己酉科（1549年）順天府鄉試第三十名舉人。嘉靖三十五年（1556年）中式丙辰科會試第一百八名，三甲第一百四十七名進士。都察院观政，授山西临晋县知县，四十年升户部主事，儧運大通橋漕粮，四十一年管理山西寧武等關糧儲，四十三年考察謫河南磁州同知，四十五年升直隶常州府通判，隆慶元年升松江府同知，三年晋南户部浙江司员外郎、浙江司郎中，四年秋丁母忧归。隆庆六年卒，年五十五。

## 家族
曾祖李恭，醫學訓術；祖父李凰，字鳴梧，壽官；父李權（1484-1530年），字宜之，號厚菴；母劉氏（1488-1570年）。兄李世芳（？-1555年）。